# Belle Bennett

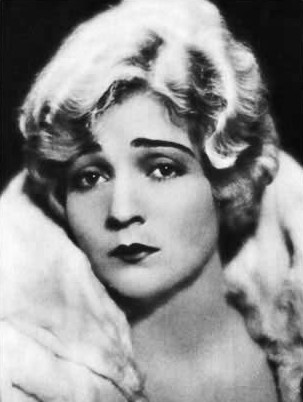
Belle Bennett

Belle Bennett (* 22. April 1891 in Milaca, Minnesota; † 4. November 1932 in Los Angeles, Kalifornien) war eine US-amerikanische Theater- und Filmschauspielerin der Stummfilmära.

## Leben
Belle Bennetts Vater war ein Zirkusbesitzer und so trat sie bereits als Kind in der Zirkusmanege auf. Ihre Schulausbildung erhielt sie in einer Klosterschule in Minneapolis. Anschließend kehrte sie zurück zum Zirkus ihres Vaters, der sie dann zur Trapezkünstlerin ausbildete. Bald jedoch ging sie zum Theater und gelangte zum Broadway. Ab 1913 übernahm sie auch Rollen in kleineren Filmen. Filmproduzent Samuel Goldwyn wählte sie 1925 für die Titelrolle in Stella Dallas aus. Während der Dreharbeiten starb ihr 16-jähriger Sohn William Howard Macy, den sie stets als ihren Bruder ausgegeben hatte, da sie nicht wollte, dass ihr tatsächliches Alter an die Öffentlichkeit drang. Der Wechsel zum Tonfilm gelang der Theaterschauspielerin mühelos, doch war diese Karriere nur kurz, da sie an Krebs erkrankte und im Alter von 41 Jahren im November 1932 starb.

## Filmografie (Auswahl)
- 1927: Das vierte Gebot (The Fourth Commandment)
- 1925: Das Opfer der Stella Dallas (Stella Dallas)
- 1927: Der Weg allen Fleisches (The Way of All Flesch)
- 1928: Komödie einer Liebe (The Battle of the Sexes)
- 1929: Die eiserne Maske (THe Iroan Mask)
- 1929: Their Own Desire
- 1930: Courage